# Dywizjon „Jeleń”
Dywizjon „Jeleń” – 1 dywizjon 7 Pułku Ułanów Lubelskich kryptonim „Jeleń” – pododdział Armii Krajowej działający w okresie okupacji niemieckiej w Polsce oraz biorący udział w walkach powstania warszawskiego.

## Okres konspiracji
Po zakończeniu kampanii wrześniowej grupy oficerów 7 pułku ułanów lubelskich, stacjonującego w Mińsku Mazowieckim podjęły próby odtworzenia pułku w konspiracji.
W grudniu 1940 w ramach ZWZ zorganizowano pułk pod kryptonimem „Mazury”. Dowódcą został mjr Veli bek Jedigar „Damazy”. Pułk liczył ok. 100 żołnierzy zgrupowanych w piątki, które były rozmieszczone na terenie Warszawy i powiatu Mińsk Mazowiecki, tworząc cztery plutony.

### Organizacja w okresie konspiracji
W 1941 dywizjon tworzyły:
- W Warszawie – szwadron kadrowy pod dowództwem por. Janusza Poziomskiego „Habdank”. Szwadron otrzymał kryptonim „Kompania 77”;
- W powiecie mińskim trzyplutonowy szwadron „Mazurów” pod dowództwem por. Krzysztofa Chodkiewicza „Kościesza”;
- W rejonie Radzymin – Wyszków: dwa plutony pod dowództwem ppor. Witolda Szaniawskiego „Luśnia”.

Od 1941 prowadzono akcję szkoleniową w Warszawie. Zorganizowano: szkołę podchorążych, kursy saperów, regulacji ruchu, pancerne, kierowców, oraz kursy sanitarne. W 1942 na bazie „Kompanii 77” powstał, składający się z dwóch szwadronów, 1 dywizjon pułku pod dowództwem por. Lecha Głuchowskiego „Jeżycki”. Dowodzenie szwadronami objęli por. Michał Sroczyński „Nowina” i por. Konstanty Bronikowski „Kostecki”.
W 1943 i na początku 1944 nastąpił znaczny wzrost liczebności oddziału. Według stanu na dzień 30 czerwca 1944, pułk liczył 880 oficerów, podoficerów i ułanów. Był zorganizowany w dwa dywizjony i jeden szwadron. 1. dywizjon działał na terenie Warszawy, 2. dywizjon obejmował powiaty Mińsk Mazowiecki, Tłuszcz, Wyszków, a wydzielony 6. szwadron rejon Węgrów – Sokołów Podlaski.

### Organizacja dywizjonu w przeddzień powstania
dowództwo

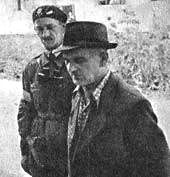
Rtm Lech Głuchowski „Jeżycki” dowódca dywizjonu „Jeleń” (z tyłu) i dowódca Pułku „Baszta” podpułkownik Stanisław Kamiński „Daniel” (z przodu)

- dowódca – Lech Głuchowski „Jeżycki” (od lipca 1944 również dowódca pułku);
- zastępca – por. Konstanty Bronikowski „Kostecki”;
- oficer do zleceń – por. Janusz Poziomski „Habdank”;
- oficer ordynansowy – ppor. Józef Grzebski „Wiktorowski”;
- adiutant – ppor. Roman Morawski „Dąbrowa”;
- 1107 pluton dowodzenia – dowódca ppor. Andrzej Połoński „Hlebowicz”;
- drużyna łączności – pchor. Józef Ciembroniewicz „Wicz”;
- drużyna sanitarna – dowódca ppor. Włodzimierz Mizger-Chojancki „Chojnacki” „Włodzimierz”;
- drużyna pionierów – dowódca ppor. Bolesław Janulis „Juriewicz”.

oddziały
- 3 szwadron im. ppłk. Mariana Skrzyneckiego – dowódca por. Konstanty Bronikowski „Kostecki”;
  - 1108 pluton – dowódca por. Karol Wróblewski „Wron”;
  - 1109 pluton – dowódca ppor. Lech Działowski „Prawdzic”;
  - 1110 pluton – dowódca ppor. Witold Pisarski „Korycki”;
- 4 szwadron – dowódca ppor./por. Michał Sroczyński „Nowina”;
  - 1111 pluton – dowódca ppor. Mirosław Jasiński „Jamont”;
  - 1112 pluton – dowódca ppor. Jerzy Kamler „Stolarz” (skierowany do ochrony Komendy Głównej AK);
  - 1119 pluton – dowódca ppor. Zdzisław Dziedic „Dąbrowski”.

Stan osobowy dywizjonu wynosił 253 żołnierzy. Na koncentrację o godzinie „W” stawiło się 233.

## Szlak bojowy w powstaniu warszawskim

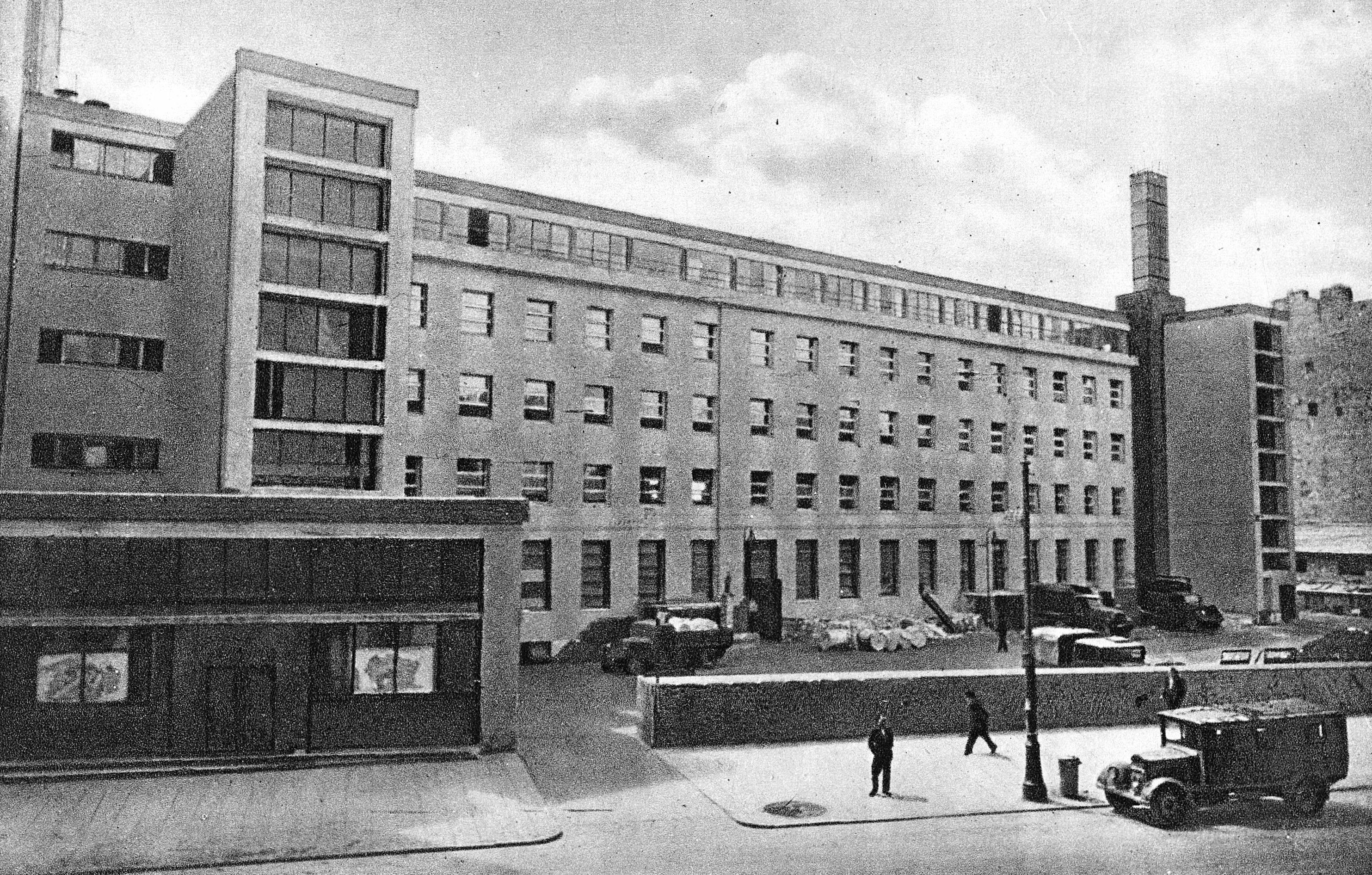
Budynek Dom Prasy przy ul. Marszałkowskiej 3/5, w latach 1939–1944 siedziba redakcji i drukarni „gadzinowego” „Nowego Kuriera Warszawskiego”, zaatakowany 1 sierpnia przez żołnierzy 1108. plutonu

1 sierpnia dywizjon miał nacierać na budynek Domu Prasy przy ul. Marszałkowskiej 3/5, siedzibę m.in. drukarni i redakcji „Nowego Kuriera Warszawskiego”, oraz na dzielnicę policyjną przy al. Szucha od strony placu Unii Lubelskiej i Bagateli. Drugi kierunek natarcia miał być wsparty przez inne oddziały AK od strony Al. Ujazdowskich i ul. 6 Sierpnia.
Oddziały skoncentrowały się w rejonie placu Unii Lubelskiej i ul. Marszałkowskiej. 1112 pluton, stanowiący osłonę Komendy Głównej zebrał się w fabryce meblarskiej Kamlera przy ul. Dzielnej 72. Rozkaz o wybuchu powstania nie dotarł równocześnie do wszystkich oddziałów, co spowodowało półgodzinne opóźnienie przybycia 1107. plutonu i niedotarcie 1110 plutonu w rejon placu Unii Lubelskiej. W ataku na dzielnicę policyjną brały udział plutony: 1109., 1111. i 1119. Pluton 1109 nacierał wzdłuż al. Szucha, plutony 1111. i 1119. uderzyły z ul. Bagateli, rozdzielając się na grupę atakującą domy przy al. Szucha i grupę nacierającą na gmach Generalnego Inspektoratu Sił Zbrojnych. Po godzinnej walce, wobec znacznej przewagi ogniowej Niemców, oddziały zmuszone były do wycofania się ponosząc znaczne straty w zabitych i rannych. Opóźniony 1107 pluton atakował plac Unii Lubelskiej od strony ul. Klonowej, lecz pod silnym ogniem nieprzyjaciela wycofał się i organizował osłonę odwrotu plutonów nacierających wcześniej.
1108 pluton miał za zadanie zdobyć budynek „Nowego Kuriera Warszawskiego”. Natarcie wyprowadzone z Pola Mokotowskiego, mimo dotarcia do dziedzińca atakowanego obiektu, załamało się pod silnym ogniem niemieckim.
W ataku na obu kierunkach dywizjon stracił 56 poległych i 46 rannych na łączną liczbę 175 żołnierzy biorących udział w natarciu. Wśród nich znalazła się m.in. Krystyna Krahelska ps. „Danuta”.
Nieudane akcje dywizjonu z 1 sierpnia były końcem działania dywizjonu jako wydzielonej jednostki. Z rejonu placu Unii Lubelskiej 1108 pluton wycofał się w dwóch grupach:
- 1. pod dowództwem ppor. „Wrona” w rejon Politechniki, gdzie dołączyła do batalionu „Golski”;
- 2. pod dowództwem pchor. Butlera (imię nieustalone) ps. „Sęp” w rejon ul. Koszykowej, gdzie dołączyła do batalionu „Ruczaj”.

Pozostali przy życiu ułani z 1109 plutonu oraz z części 1107 plutonu wycofali się pod dowództwem por. „Nowiny” w rejon Kabat. Grupa z dowódcą dywizjonu i niedobitkami plutonów 1111., 1119., oraz części 1107 plutonu przedostała się na górny Mokotów.
Pozostały na górnym Mokotowie 1110. pluton pod dowództwem ppor. Stanisława Jenike ps. „Hański” 2 sierpnia dołączył do pułku „Baszta”. 3 sierpnia wziął udział w ataku na dom przy ul. Puławskiej 134, podczas którego zginął ppor. „Hański”.
Po przybyciu rtm. „Jeżyckiego” z 11 ułanami na górny Mokotów połączono się z 1110. plutonem. Grupa brała udział w walkach na górnym Mokotowie m.in. w ataku, w nocy z 13 na 14 sierpnia, na budynek szkoły na rogu ul. Narbutta i Kazimierzowskiej. W trakcie walk na Sadybie 2 września w ataku niemieckim zginęła większość żołnierzy. 15 września poległ rtm. „Jeżecki”, pośmiertnie awansowany do stopnia majora i odznaczony Orderem Virtuti Militari V klasy.
Grupa żołnierzy 1108 plutonu z ppor. „Wronem” w batalionie „Golski” działała jako oddział wypadowy w rejonie Politechniki i Pola Mokotowskiego. 13 września poległ ppor. „Wron”. Część plutonu, która dołączyła do batalionu „Ruczaj”, walczyła w rejonie ulic Szopena, Natolińskiej i Koszykowej, a następnie Książęcej.
1112 pluton, po obronie fabryki Kamlera w dniu 1 sierpnia, do 25 sierpnia pełnił służbę wartowniczą przy Komendzie Głównej i razem z nią przeszedł na Stare Miasto, gdzie był odkomenderowywany do różnych zadań bojowych. 13 sierpnia poległ dowódca plutonu ppor. „Stolarz”. Oddział walczył, między innymi, w obronie katedry Św. Jana oraz w rejonie kościoła Najświętszej Marii Panny na Nowym Mieście. 26 sierpnia pluton został włączony do kompanii szturmowej Dowództwa Warszawa Północ.
1 września pluton przeszedł kanałami do Śródmieścia, gdzie pełnił służbę wartowniczą przy Komendzie Okręgu Warszawskiego. W drugiej połowie września dołączyły obie grupy 1108. plutonu, a następnie 7 ułanów, którzy przeszli kanałami z Mokotowa do Śródmieścia. W ten sposób, pod koniec powstania odtworzył się zwarty oddział dywizjonu „Jeleń” pod dowództwem por. Maksymiliana Szrettera ps. „Lubicz”.
Grupa żołnierzy, którzy pod dowództwem por. „Nowiny” znaleźli się w Kabatach 4 sierpnia przeszła do lasów chojnowskich, a następnie do Puszczy Kampinoskiej. Brała udział m.in. w ataku na Truskaw. 29 września w walkach pod Jaktorowem została rozbita, tracąc wielu zabitych i rannych.
Straty dywizjonu – przy stanie z 1 sierpnia 233 żołnierzy – wyniosły 125 poległych i 98 rannych.

## Upamiętnienie
- W lipcu 2004 nazwę ulica Dywizjonu AK „Jeleń” nadano ulicy w rejonie Kopca Powstania Warszawskiego i ul. Bartyckiej[1].